# Zakkum
Zakkum (Заккум; в переводе с тур. — «Олеандр») — турецкая рок-группа из Анкары, созданная в 1999 году. Название группы переводится как «олеандр», что упоминается на протяжении всего творчества группы — к примеру, дебютный альбом группы был назван Zehr-i Zakkum, что переводится как «яд олеандра».

## Дискография
- Zehr-i Zakkum (2007)
- 13 (2011)

## Клипы
- «Zehr-i Zakkum (дуэт с Теоманом)»
- «Ah Çikolata»
- «Ahtapotlar»
- «Hipokondriyak»
- «Anlıyorsun»
- «Yüzük»